# مسؤولية صارمة

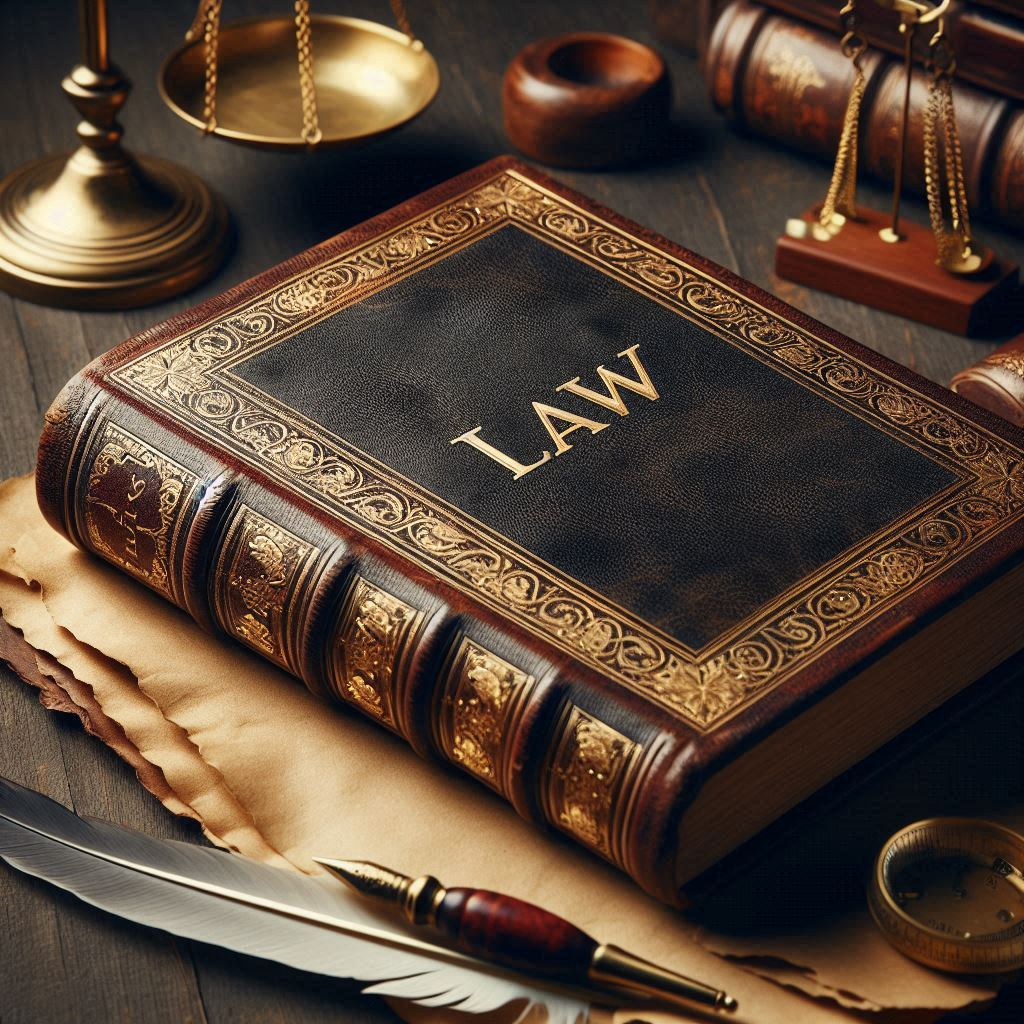
صورة لكتاب قانون

في القانون الجنائي والمدني، تُعتبر المسؤولية الصارمة معيارًا للمسؤولية يكون بموجبه الشخص مسؤولًا قانونيًا عن النتائج المترتبة على أي نشاط حتى في حالة عدم وجود خطأ أو نية جنائية من جانب المدعى عليه.
في مجالات الأضرار، قد تشمل الأمثلة البارزة للمسؤولية الصارمة مسؤولية المنتج، والأنشطة الخطرة بشكل غير طبيعي (على سبيل المثال، التفجير )، والتطفل على أراضي الآخرين بالماشية، وملكية الحيوانات البرية. الجرائم الجنائية التقليدية التي لا تتطلب أي عنصر من عناصر النية ( القصد الجنائي ) تشمل الاغتصاب القانوني وجرائم القتل.

## قانون المسؤولية التقصيرية
في قانون الضرر، المسؤولية الصارمة هي فرض المسؤولية على طرف ما، دون اكتشاف خطأ (مثل الإهمال أو النية المؤذية). لا يحتاج المدعي إلا إلى إثبات أن الضرر وقع وأن المدعى عليه كان مسؤولاً. يفرض القانون مسؤولية صارمة على الحالات التي يعتبرها خطرة بطبيعتها. إن هذا القانون لا يشجع السلوك المتهور والخسارة التي لا داعي لها من خلال إجبار المدعى عليهم المحتملين على اتخاذ كل الاحتياطات الممكنة. إضافة إلى ذلك، هذا القانون له تأثير مفيد في تبسيط قرارات المحاكم وبالتالي يؤدي إلى التعجيل بها، على الرغم من أن تطبيق المسؤولية الصارمة قد يبدو غير عادل أو قاسي، كما في Re Polemis.
بموجب القانون الإنجليزي للإهمال والإزعاج، حتى إذا كانت المسؤولية التقصيرية صارمة، قد يكون المدعى عليه مسؤولاً في بعض الأحيان فقط عن العواقب المتوقعة المعقولة لفعله أو إهماله.
أحد الأمثلة المبكرة لقوانين المسؤولية الصارمة هي قاعدة Rylands v Fletcher، حيث تم اعتبار أن «أي شخص يعمل بأراضيه وممتلكاته ويقوم بجلب أغراض خاصة به ويجمع ويحتفظ هناك بأي شيء قد يحتمل أن يفعل ضررًا إذا نجا أو فُقد، تُفرض عليه حينئذٍ المسؤولية الصارمة بحيث كان يجب عليه أن يبقي ويحتفتظ بذلك الشي الذي هرب من أرضه وتسبب بأذى للآخرين، وإذا كان قد فعل مسؤولياته وقد أدى الواجب المطلوب منه، من الممكن حينئذٍ القبول عن جميع الأضرار التي حدثت، والتي هي نتيجة طبيعية لهروبها». إذا كان مالك حديقة الحيوان يحتفظ بالأسود والنمور، يكون مسؤولاً إذا نجحت القطط الكبيرة في التسبب في أضرار أو إصابات.
في حالات المسئولية الصارمة، على الرغم من أن المدعي لا يتعين عليه إثبات وجود خطأ، يمكن للمدعى عليه إثارة دفاع عن عدم وجود خطأ، خاصة في حالات مسؤولية المنتج، حيث قد يجادل الدفاع بأن العيب كان نتيجة تصرفات المدعي وليس للمنتج، أي أنه لا ينبغي استخلاص أي عيب فقط بسبب وقوع حادث. إذا تمكن المدعي من إثبات أن المدعى عليه كان على علم بالعيوب قبل حدوث الأضرار، فيمكن منح تعويضات عقابية إضافية للضحية في بعض الولايات القضائية.
كان أحد أكبر الدعاة في محامين قضايا الدفاع الأكثر شهرة هم Learned Hand و Benjamin Cardozo و Roger J. Traynor.
يتم تمييز المسؤولية الصارمة في بعض الأحيان عن المسؤولية المطلقة. في هذا السياق، قد يتم إعفاء الفعل الإجرامي من المسؤولية الصارمة في حالة إثبات العناية الواجبة. المسؤولية المطلقة، ومع ذلك، تتطلب فقط فعل مذنب.

### اصطدام دراجات بمحرك
تم دعم شكل من أشكال المسؤولية الصارمة في القانون في هولندا منذ أوائل التسعينيات بسبب حوادث تصادم السيارات بالدراجات. باختصار، هذا يعني أنه في حالة وجود حادث تصادم بين سيارة ودراجة، يعتبر السائق مسؤولاً عن دفع الأضرار مع شركة التأمين الخاصة به (التأمين على المركبات الآلية أمر إجباري في هولندا، في حين أن التأمين على الدراجات أمر غير إجباري ) يجب أن يدفع الأضرار الكاملة، طالما أن: (1) كان الاصطدام غير مقصود (أي بعدم وجود نية لتحطيم والاصطدام بطرف آخر، أو سائق السيارة أو راكب الدراجة النارية ).
(2) لم يكن سائق الدراجة خاطئ بطريقة ما. حتى إذا ارتكب أحد الدراجين خطأ، طالما كان التصادم لا يزال غير مقصود، فيجب على تأمين سائق السيارة دفع نصف الأضرار. لا ينطبق هذا الشرط إذا كان عمر سائق الدراجة أقل من 14 عامًا، وفي هذه الحالة يجب على السائق دفع تعويضات كاملة عن حوادث التصادم غير المقصودة مع القاصرين. إذا كان من الممكن إثبات أن راكب الدراجة النارية يهدف إلى التصادم مع السيارة، فيجب على سائق الدراجة أن يدفع الأضرار (أو والديهم في حالة كان سائق الدراجة قاصر).

### الطيران العام
أدى الاتجاه نحو المسؤولية الصارمة في الولايات المتحدة خلال منتصف إلى أواخر القرن العشرين تقريبًا إلى تدمير صناعة الطائرات الصغيرة بحلول منتصف التسعينيات. انخفض الإنتاج من ذروة 18000 وحدة سنويًا في عام 1978 إلى أقل من بضع مئات فقط بحلول عام 1993. مع زيادة متزامنة في تكلفة التأمين ضد المسؤولية لكل طائرة من 50 دولارًا في عام 1962 إلى 100,000 دولار في عام 1988، وقد بدأ العديد من شركات التأمين في رفض جميع السياسات الجديدة.

## القانون الجنائي
يوجد مفهوم المسؤولية الصارمة أيضًا في القانون الجنائي، على الرغم من أن نفس المفهوم أو ما شابهه قد يظهر في السياقات التي لا يستخدم فيها المصطلح نفسه. غالبًا ما تنطبق المسؤولية الصارمة على مخالفات مرور المركبات: في حالة السرعة، على سبيل المثال، ما إذا كان المدعى عليه يعلم أن السرعة المحددة التي تم نشرها قد تم تجاوزها فتُعتبر القضية في غير محل صلة ؛ حيث أنه يحتاج المدعي العام إلى إثبات أن المدعى عليه كان يقود السيارة أكثر من الحد الأقصى للسرعة المنشورة.
في الولايات المتحدة، يمكن تحديد المسؤولية الصارمة من خلال النظر في نية الهيئة التشريعية. إذا كان يبدو أن الهيئة التشريعية قد استبعدت عن قصد عنصر الحالة العقلية ( الرجل الجرمي ) لأنهم شعروا بعدم الحاجة إلى إثبات الحالة العقلية، يتم التعامل معها على أنها مسؤولية صارمة. ومع ذلك، عندما يكون النظام الأساسي صامتًا فيما يتعلق بالحالة العقلية ( الرجل الجرمي ) وليس من الواضح أن الهيئة التشريعية استبعدته عن قصد، فإن الافتراض العادي والبديهي هو أن الحالة العقلية مطلوبة من أجل المسؤولية الجنائية. عندما لا يتم تحديد أي رجل، بموجب قانون العقوبات النموذجي (MPC)، يكون الشرط الافتراضي للرجل هو التهور، والذي تعرفه لجنة السياسة النقدية بأنه «عندما يتجاهل الشخص بوعي خطرًا كبيرًا وغير مبرر فيما يتعلق بعنصر مادي».
يمكن لقوانين المسؤولية الصارمة أيضًا أن تمنع المدعى عليهم من رفع دفاعات القدرات الذهنية المتناقصة، حيث لا يلزم إثبات النية.
في قضية Sweet v Parsley 1970 الصادرة باللغة الإنجليزية، رئي أنه عندما لا يشير أي قانون ينشئ جريمة  إلى النية، فإن المحكمة ستُحسب القانون الجنائي، وبالتالي فإن الجريمة لن تكون جريمة ذات مسؤولية صارمة.

## إنظر أيضاً
- اجراءات لارضاء المتطلبات